# Ranunculus blankinshipii
Ranunculus blankinshipii là một loài thực vật có hoa trong họ Mao lương. Loài này được (B.L. Rob.) A. Heller miêu tả khoa học đầu tiên năm 1904.